# Les grès d'art de Quimper
 (septembre 2024).
 (septembre 2024).
La mise en forme du texte ne suit pas les recommandations de Wikipédia : il faut le « wikifier ».
Les points d'amélioration suivants sont les cas les plus fréquents :
- Les titres sont pré-formatés par le logiciel. Ils ne sont ni en capitales, ni en gras.
- Le texte ne doit pas être écrit en capitales (les noms de famille non plus), ni en gras, ni en italique, ni en « petit »…
- Le gras n'est utilisé que pour surligner le titre de l'article dans l'introduction, une seule fois.
- L'italique est rarement utilisé : mots en langue étrangère, titres d'œuvres, noms de bateaux, etc.
- Les citations ne sont pas en italique mais en corps de texte normal. Elles sont entourées par des guillemets français : « et ».
- Les listes à puces sont à éviter, des paragraphes rédigés étant largement préférés. Les tableaux sont à réserver à la présentation de données structurées (résultats, etc.).
- Les appels de note de bas de page (petits chiffres en exposant, introduits par l'outil «  Source ») sont à placer entre la fin de phrase et le point final[comme ça].
- Les liens internes (vers d'autres articles de Wikipédia) sont à choisir avec parcimonie. Créez des liens vers des articles approfondissant le sujet. Les termes génériques sans rapport avec le sujet sont à éviter, ainsi que les répétitions de liens vers un même terme.
- Les liens externes sont à placer uniquement dans une section « Liens externes », à la fin de l'article. Ces liens sont à choisir avec parcimonie suivant les règles définies. Si un lien sert de source à l'article, son insertion dans le texte est à faire par les notes de bas de page.
- La présentation des références doit suivre les conventions bibliographiques. Il est recommandé d'utiliser les modèles {{Ouvrage}}, {{Chapitre}}, {{Article}}, {{Lien web}} et/ou {{Bibliographie}}. Le mode d'édition visuel peut mettre en forme automatiquement les références.
- Insérer une infobox (cadre d'informations à droite) n'est pas obligatoire pour parachever la mise en page.

Pour une aide détaillée, merci de consulter Aide:Wikification.
Si vous pensez que ces points ont été résolus, vous pouvez retirer ce bandeau et améliorer la mise en forme d'un autre article.
Les arts décoratifs vont toucher la ville de Quimper dès 1922, sous l'impulsion de Jules Verlingue (directeur des faïenceries et créateur du musée de la faïence de Quimper). Il se lance dans la création de grès artistique appelée Odetta, constituée d'argile venant de l'Odet, le fleuve côtier de Quimper.
En tout 600 modèles seront créés, que ce soit par des artistes connus ou anonymes. Tous les modèles sont différents avec une grande richesse de décors et de formes, dans un style très éloigné des productions traditionnelles qui se faisaient principalement dans les deux grands centres céramiques français Nancy et Paris.

## Les grès Odetta

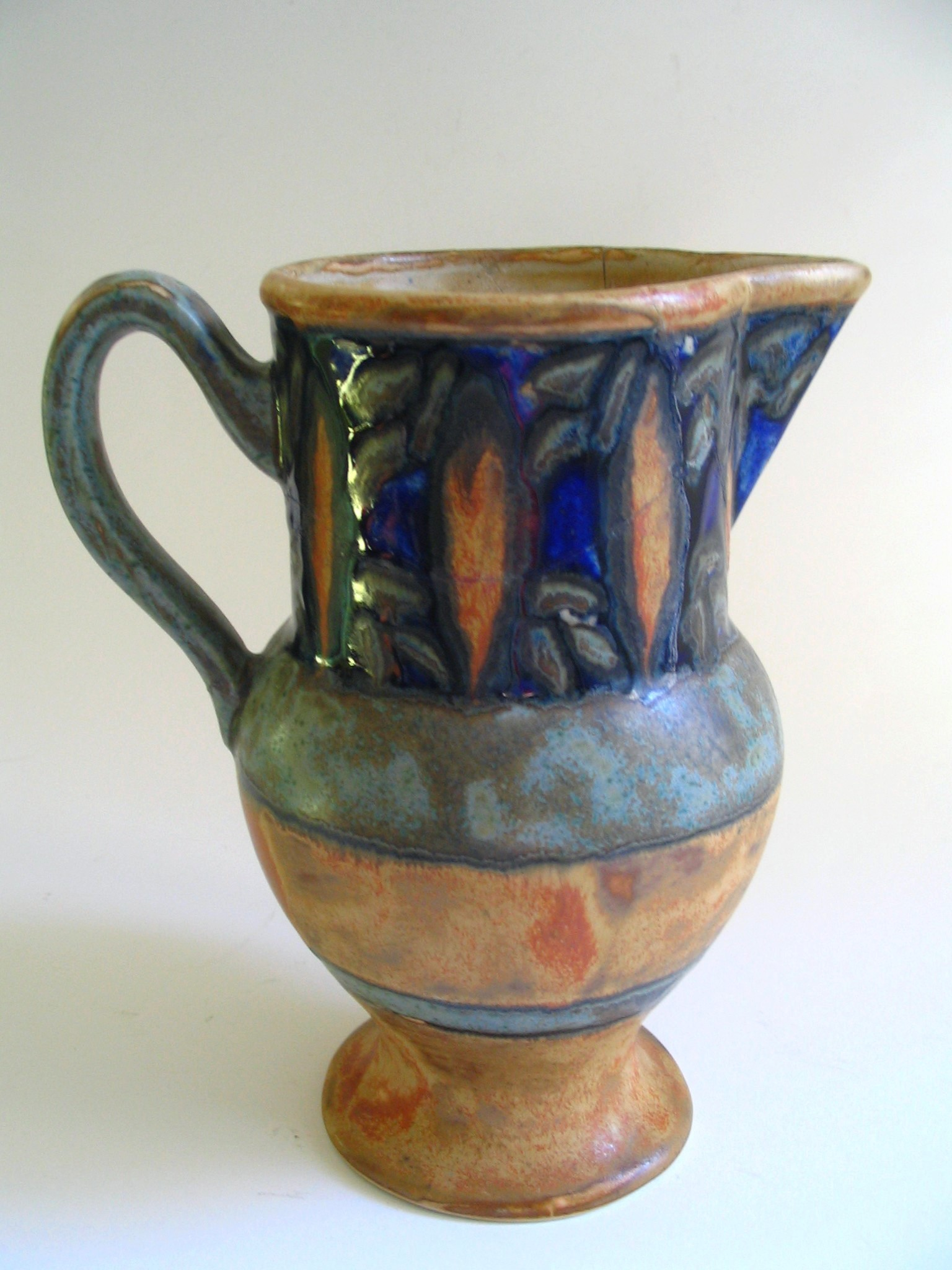
Pichet Odetta en grès

Tout commence en 1903, quand Jules Verlingue commence à produire de la faïence, de la porcelaine et des grès d'art à Boulogne-sur-Mer. Il va intégrer la faïencerie de Quimper en tant que directeur technique. En 1917, Jules Verlingue apporte des innovations à Quimper, dont la technique du coulage datant de 1890 ; l'avantage est que le personnel a besoin de peu de formations, contrairement à l'ancienne technique tournée qui possédait beaucoup de paramètres. Le renouveau attire de nombreux artistes à Quimper, la céramique Odetta vit son apogée.
Durant la Seconde Guerre mondiale, la production sera suspendue pour reprendre seulement à la Libération. C'est en 1970 que la production de grès Odetta à Quimper est définitivement interrompue.